# Parc Marie-Victorin
 (septembre 2015).
Si vous disposez d'ouvrages ou d'articles de référence ou si vous connaissez des sites web de qualité traitant du thème abordé ici, merci de compléter l'article en donnant les références utiles à sa vérifiabilité et en les liant à la section « Notes et références ».
Le Parc Marie-Victorin est un jardin botanique situé dans la région du Centre-du-Québec,au Québec, dans la ville de Kingsey Falls. Il a été fondé en 1985 à l'occasion du centième anniversaire de la naissance du botaniste Conrad Kirouac, mieux connu sous le nom du Frère Marie-Victorin, qui était originaire de Kingsey Falls. Il s'agit d'un organisme à but non lucratif qui est reconnu dans sa région pour ses mosaïcultures. Ce Parc s'étend sur 102 acres.
Le Parc Marie-Victorin est devenu également en 2010 le premier jardin touristique à obtenir la plus haute distinction du programme « ICI, ON RECYCLE! »  pour ses actions de sensibilisation enivronnementale.

## Histoire

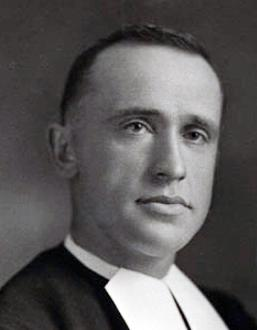
Marie-Victorin

Le projet est parti à la base de Normand Boisvert, alors président du Club Lion de Kingsey Falls, et de plusieurs autres membres de ce club. L'idée était de célébrer le centième anniversaire de la naissance de frère Marie-Victorin (1885-1944), aussi nommé Conrad Kirouac. Ce dernier, botaniste et intellectuel originaire de Kingsey Falls, a notamment été le premier francophone à avoir été admis à la Société Royale des sciences du Canada. Ses valeurs premières étaient le respect de l’environnement et l’ouverture sur le monde. C’est à partir de ce constat qu'est venue l’idée de créer un jardin éducatif.

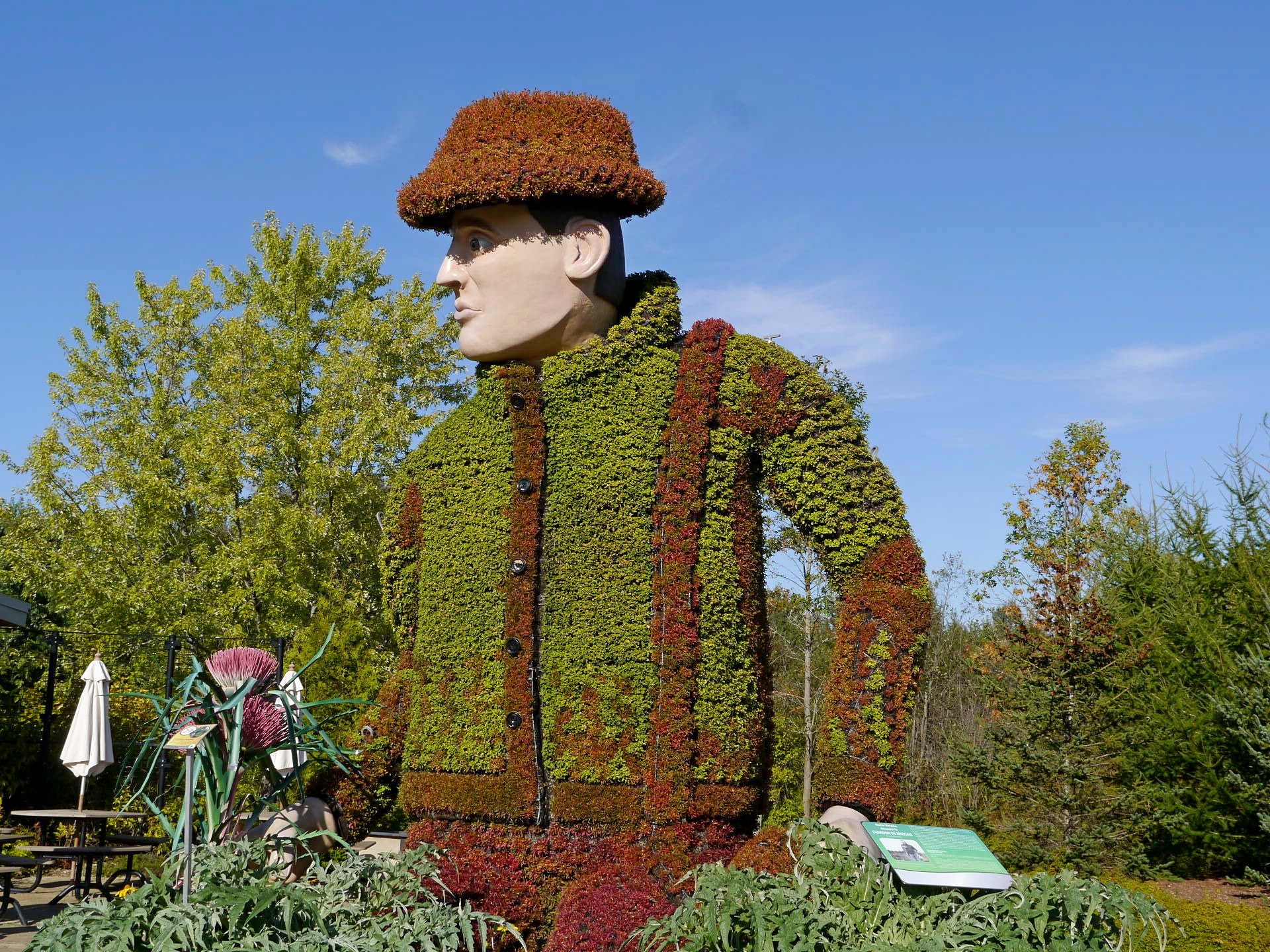
Au parc Marie-Victorin de Kingsey Falls, le grand botaniste possède une sculpture à son image.

Normand Hinse, alors horticulteur en chef du département Horticulture de Cascades, dessina le premier croquis. L’idée de départ est de créer un parc qui servirait de lieu de promenade à la population. Les frères Bernard, Laurent et Alain Lemaire offrirent leur parcelle de terrain située entre la rue Gibson et la rivière Nicolet pour y implanter le nouveau jardin. Les bénévoles impliqués dans le projet ont commencé les travaux aux abords de la rivière Nicolet en 1982.
Normand Francoeur, alors horticulteur employé du Jardin botanique de Montréal, insista sur la mission éducative du nouveau parc, prenant exemple sur les valeurs du frère Marie-Victorin. Le belvédère fut alors construit et le projet se transformait peu à peu en site touristique botanique. Le projet a été orienté vers l’horticulture et prôna davantage l’éducation dans toutes les sphères des sciences naturelles et l’interprétation des différents écosystèmes en place dans le parc fut également instaurée. Les premiers arbres furent plantés en 1984 et l'inauguration officielle du parc si fait en août 1984. Le Parc devient officiellement membre de l’Association touristique régionale du Cœur-du-Québec en 1986.
Le Parc Marie-Victorin continua à se construire avec les années, notamment lors d'un agrandissement de 3 à 29 acres en 2010 et de 29 à 102 acres en 2020.  La réalisation de différents projets, la conception de nouveaux programmes, l'arrivée de serres et de mosaïcultures, d'activités et de plusieurs autres initiatives composent aujourd'hui ce jardin éducatif, maintenant reconnu comme institution muséale à caractère scientifique depuis 2019.
En 2024, le Parc Marie-Victorin a inauguré son 7e jardin thématique : Mystérieuses carnivores. Il met en valeur les plantes carnivores indigènes, comme la sarracénie pourpre, favorite du frère Marie-Victorin, et aussi les plantes carnivores tropicales.
En 2025, le Parc Marie-Victorin a inauguré un nouveau Musée, bâtiment présentant deux expositions.

## Sa mission
Le Parc a comme mission « inspirer la curiosité sur les richesses de la biodiversité par l'étonnement. ».
À l'image du frère Marie-Victorin, l'organisme s'emploie à fusionner les savoirs scientifiques à la culture populaire. Les valeurs de développement durable font partie intégrante de ses valeurs fondatrices, à l'instar de sa région Victoriaville et sa région, reconnue comme « Berceau du développement durable ».

## Activités
Le Parc Marie-Victorin a cinq sortes d'activités à l'année pour ses visiteurs. Elles servent à expliquer l'histoire du parc et à donner des informations sur la flore en général.

### Visite libre avec livret illustré des jardins
Il est possible de faire la visite des jardins avec un livret illustré présentant 50 points d'intérêt. Celui-ci permet aux visiteurs de faire la visite à leur rythme tout en apprenant l'histoire de ce Parc en tout temps.

### Animations et dégustations au potager santé
Avec un personnage nommé Marie-Capucine, il est possible d'assister à des animations sur les vertus et usages des plantes aromatiques et médicinales, les fleurs comestibles ou encore découvrir les légumes du patrimoine.

### Animations au laboratoire et au Musée
Le laboratoire éducatif du Parc Marie-Victorin contient des expositions telles que des herbiers, une exposition sur la vie de Marie-Victorin ou encore d'autres expositions temporaires. Des démonstrations y ont aussi lieu et des animations sur la vie du frère Marie-Victorin et sur les propriétés de certaines « mauvaises herbes ».

### Activités de groupes
Des activités de groupe sont également organisées, entre autres les activités multigénérationnelle et aussi celles pour les groupes scolaires ou autres.

## Les jardins

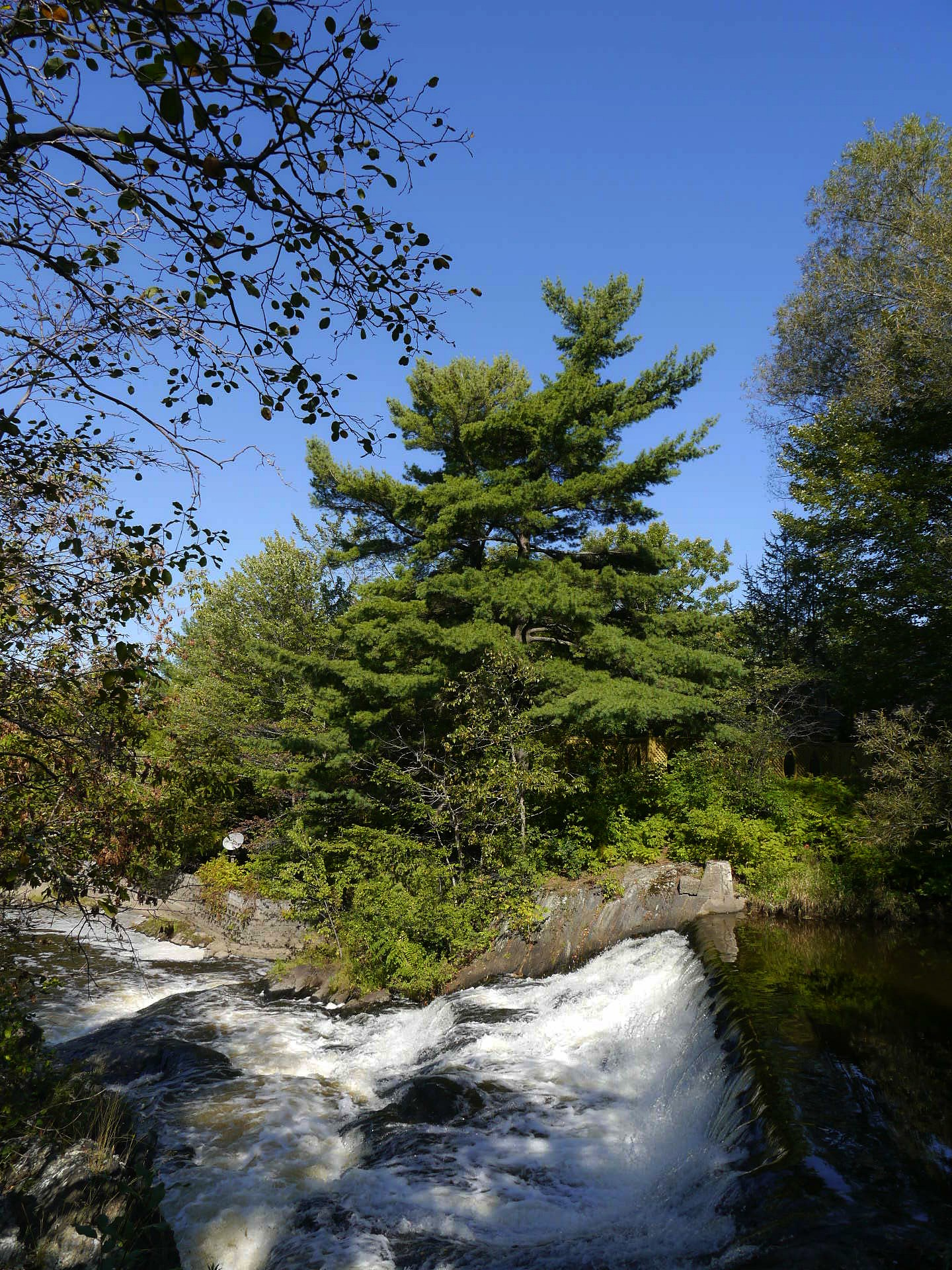
Une des cascades de la rivière Nicolet en bordure du Parc Marie-Victorin

### Jardin des chutes
Le jardin des chutes est l'une des premières collections du Parc Marie-Victorin, qui lui a été offert par le Jardin botanique de Montréal il y a plus de 40 ans. Celui-ci est un jardin de plantes acidophiles et de plusieurs espèces d'arbres. Un belvédère y est également installé, donnant une vue sur les chutes.

### Jardin des oiseaux
Les plantes de ce jardin ont été choisies pour attirer, abriter et nourrir les oiseaux de toutes sortes:  jaseur, le merle bleu, le moqueur-chat et le moqueur roux, de même que l’oriole du nord, le colibri, le tyran tritri, le chardonneret, la mésange et des hirondelles bicolores. Deux volières sont installées dans ce jardin, accueillant diverses espèces d'oiseaux provenant des éleveurs de la région. Une importante collection de graminées y a été plantée, qui devient à maturité à l'arrivée de l'automne.

### Jardin des milieux humides
Des œuvres métalliques de fourmis charpentières géantes, réalisées par Indra Singh, un artiste de la région, figurent dans ce jardin au thème aquatique. L'importance des milieux marécageux  y est expliquée et divers lieux de repos sont aménagés. Une grande collection de nénuphars indigènes s'y trouve ainsi que d'autres plantes aquatiques.

### Sentier des curiosités
Plusieurs espèces nouvelles ou rares, méconnues ou peu utilisées dans les secteurs zonés 4 du Québec se trouvent dans ce sentier. Il s'y trouve notamment une belle collection de conifères aux coloris et aux formes variées, une collection d’arbres miniaturisés et un bassin rectiligne très coloré. On peut y trouver également plusieurs espèces de plantes insectivores, acidophiles et des plantes originaires du Japon, de la Chine et d’Afrique du Sud. Depuis 2012, un jardin de pivoines de 230 espèces y a été aménagé, provenant principalement des Jardins Osiris.

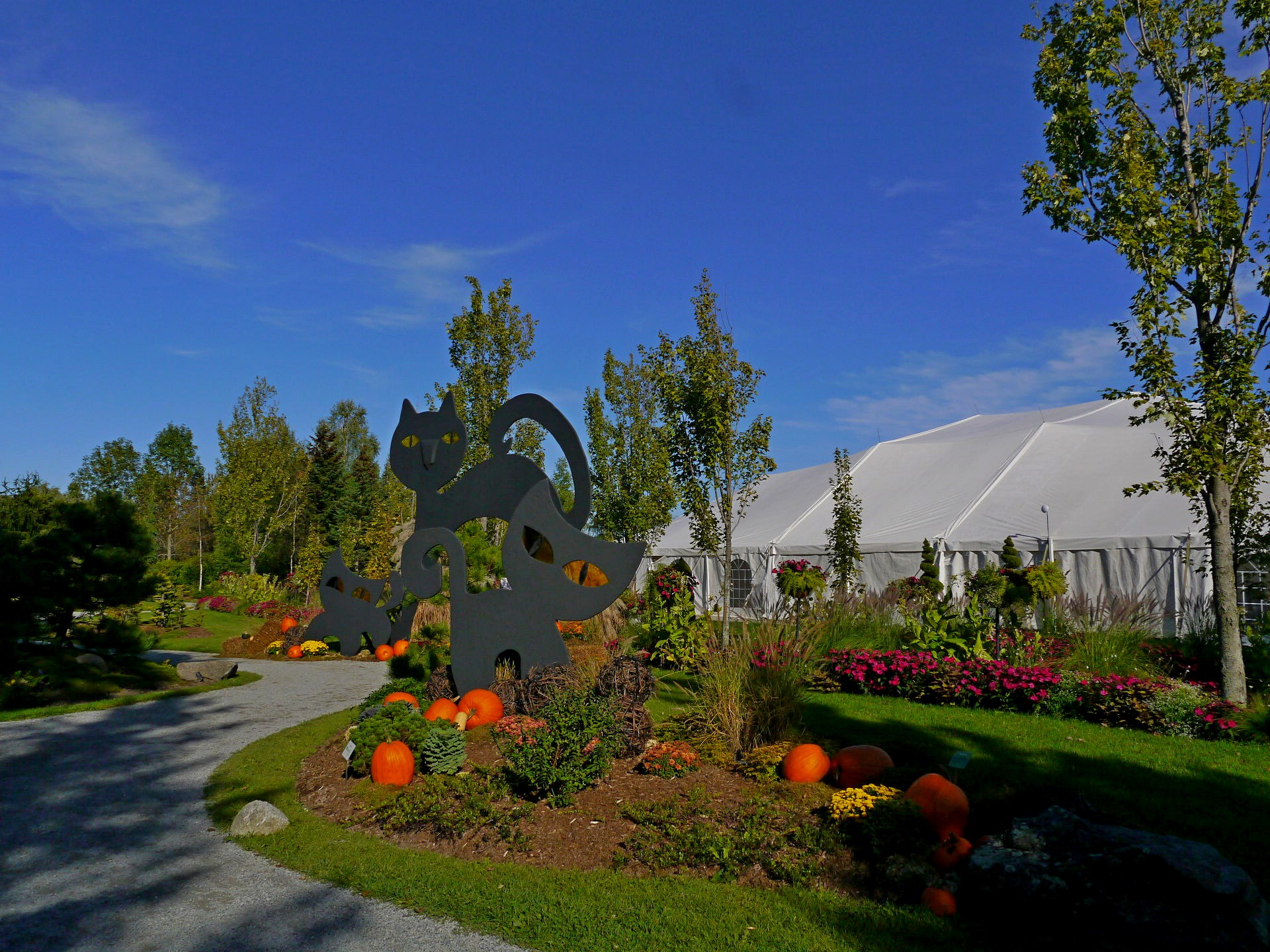
Décorations d'automne le long du Sentier des curiosités.

### Potager santé
Le potager santé contient plusieurs variétés de légumes anciens, de plantes aromatiques et de plantes médicinales. Le jardinier y est présent pour expliquer ses méthodes de compagnonnage et de jardinage écologique. Plusieurs animations et présentations se déroulent dans ce potager.

### Parcours du géant
Depuis 1997, le Parc Marie-Victorin réalise des mosaïcultures tridimensionnelles. Il a été le premier jardin au Québec à en concevoir et en exposer. Ces mosaïcultures sont présentes un peu partout dans le jardin, et y sont présentes de façon permanente. Il y a entre autres un macareux moine, une libellule, un jardinier géant, une abeille et bien d'autres.

### Mystérieuses carnivores
Depuis 2024, ce nouveau jardin explore la thématique des plantes carnivores en trois lieux : serres de 1 200 plantes carnivores, circuit avec structures géantes représentant les mécanisme des pièges et exposition sur les plantes carnivores dans la culture populaire. À cela s'ajoute une expérience familiale multimédia « Panique botanique » qui prend place dans ces lieux.

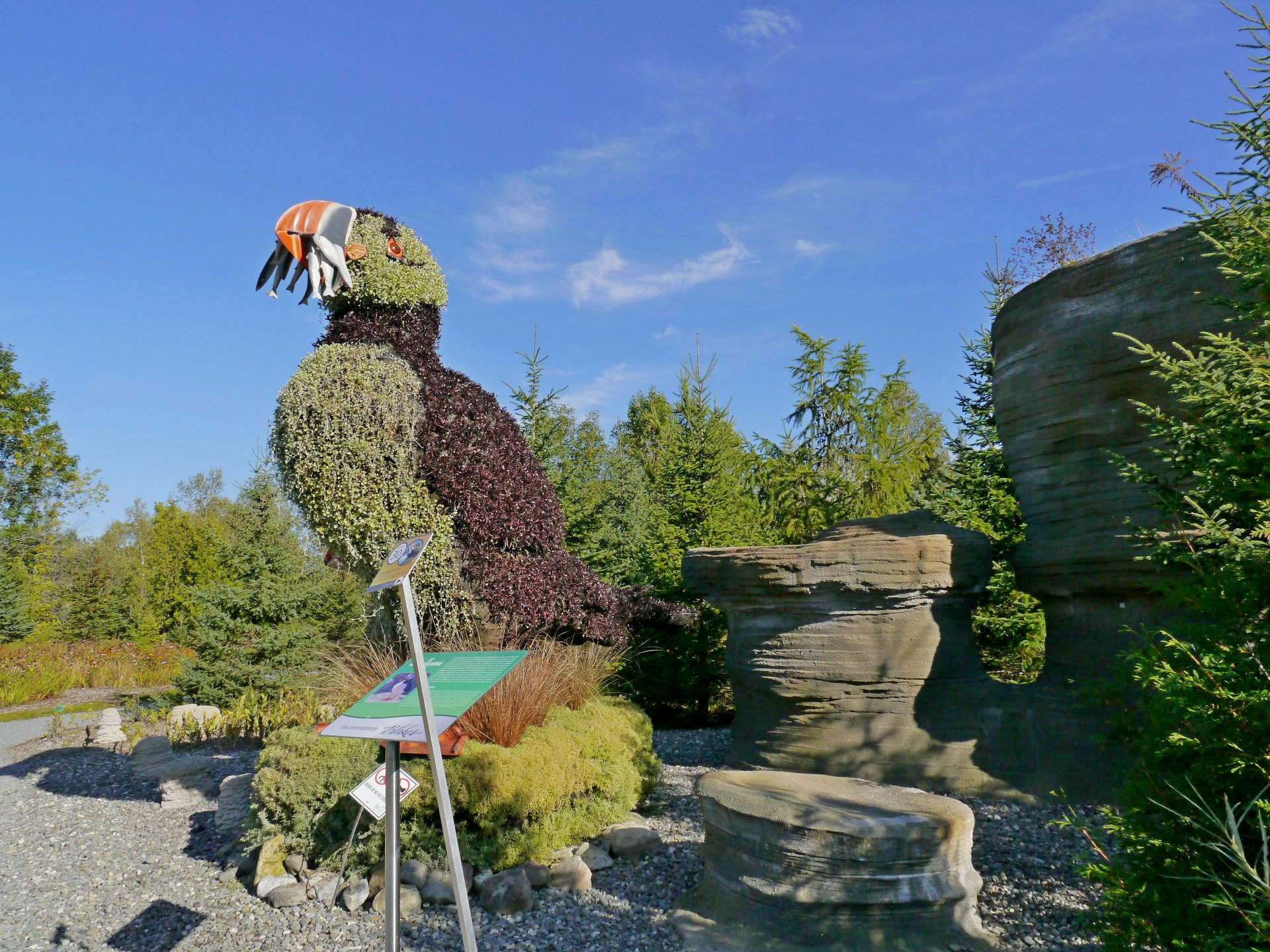
Sculpture végétale représentant un Macareux moine des Îles Mingan

## Services
Plusieurs services sont proposés au Parc Marie-Victorin tel que des mariages ou des réceptions. Trois salles sont disponibles à cet effet, un service de traiteur, et un service de bar. Des activités du Parc peuvent être jumelées aux réunions. Les évènements corporatifs et les réunions du temps des fêtes peuvent également y avoir lieu. En toutes circonstances, la location des salles, le service de traiteurs et des services complémentaires sont disponibles pour ceux qui en font la demande.